# Кассінаско
Кассінаско (італ. Cassinasco, п'єм. Cassinasch) — муніципалітет в Італії, у регіоні П'ємонт,  провінція Асті.
Кассінаско розташоване на відстані близько 460 км на північний захід від Рима, 65 км на південний схід від Турина, 25 км на південь від Асті.
Населення — 611 осіб (2014).
Щорічний фестиваль відбувається 13 січня. Покровитель — Sant'Ilario di Poitiers.

## Демографія
Населення за роками:

Станом на 1 січня 2023 року в муніципалітеті офіційно проживало 95 іноземців з 21 країни, серед них 27 громадян країн Євросоюзу.

## Сусідні муніципалітети
- Буббіо
- Каламандрана
- Канеллі
- Монастеро-Борміда
- Роккетта-Палафеа
- Сессаме